# 統一左翼 (スペイン)
統一左翼（とういつさよく、スペイン語：Izquierda Unida）は、スペイン共産党（PCE）を中核とする政党連合の名称で、非・社会労働党（PSOE）系左翼勢力が結集して結成された。2024年以降の代表（職名：coordinador general）は、アントニオ・マイーヨ（PCE）。

## 歴史
1985年に行われたNATO（北大西洋条約機構）残留を問う国民投票における反対運動に参加したPCEやPSOE内反主流派、経済学者ラモン・タマメス（Ramón Tamames）の進歩同盟（FR）、共和主義左翼（IR）などが結集して1986年4月に結成。結成直後に行われた下院選挙では7議席を獲得した。
ゴンサーレス政権（PSOE）の経済社会政策に反対するため1988年12月14日に行われたゼネストでIUへの支持が高まる中、1989年2月にIU創設大会が開催された。大会でIUは「政治的・社会運動」として規定され、実質的な指導者にあたるコーディネーターにはPCE書記長のフリオ・アンギータが選出された。また同年10月に行われた下院選挙では9％の得票で17議席を獲得、それまでの退潮傾向に歯止めをかけることに成功した。
1991年12月に行われたPCE第13回党大会においてIUの政党化について議論がなされたが、アンギータ書記長がそれに反対したため見送られた。その後、IUは1993年下院選挙や94年欧州議会選挙、96年下院選挙にて得票と議席を前進させたが、2000年3月下院選挙では国民党圧勝のあおりを受けて20議席から8議席に激減させた。以降の選挙でも党勢は低迷し、2008年3月の下院選挙では5議席から2議席に減らし過去最低の結果となった。ガスパル・リャマサレス代表は11月に辞任、12月のIU連邦政治評議会にてカヨ・ララが55％の支持を得て新代表となった。
2011年11月、国会議員の任期を前倒しする形で行われた総選挙においては共和主義左翼、アラゴン主義連合（CHA）、カタルーニャ緑のためのイニシアティブ（ICV）、バツァーレ（Batzarre）などと選挙連合ラ・イスキエルダ・プルラル（La Izquierda Plural）を結成して臨み、選挙連合全体で11議席、統一左翼としては前回選挙を大きく上回る8議席を獲得し、躍進した。また得票でも71万余増やし、政権奪回を確実にした国民党が増やした得票55万余を上回る結果となった。この結果についてIU関係者は「社会労働党に失望し左翼に期待する人が統一左翼に投票した」と説明。同時に格差是正を求める「5月15日運動」参加者からも統一左翼に投票した人が生まれたことも語った。なおアンダルシアでは「5月15日運動」関係者の一人が統一左翼から立候補して当選を果たしている。
スペインで最も多い人口を有している南部のアンダルシア州にて2012年3月に行われた州議会選挙で12議席を獲得、選挙前より議席を倍増させた。国政与党である国民党は、第1党にはなったものの目標としていた過半数を得ることはできなかった。結果を受け、カジョ・ララ代表は地元テレビ局のテレビ番組で「住民の多くは左翼による変化を望んだ。彼らは、欧州社会モデルや機会の均等を守る方向での変化を望んでいる」と述べた。

## 内部組織

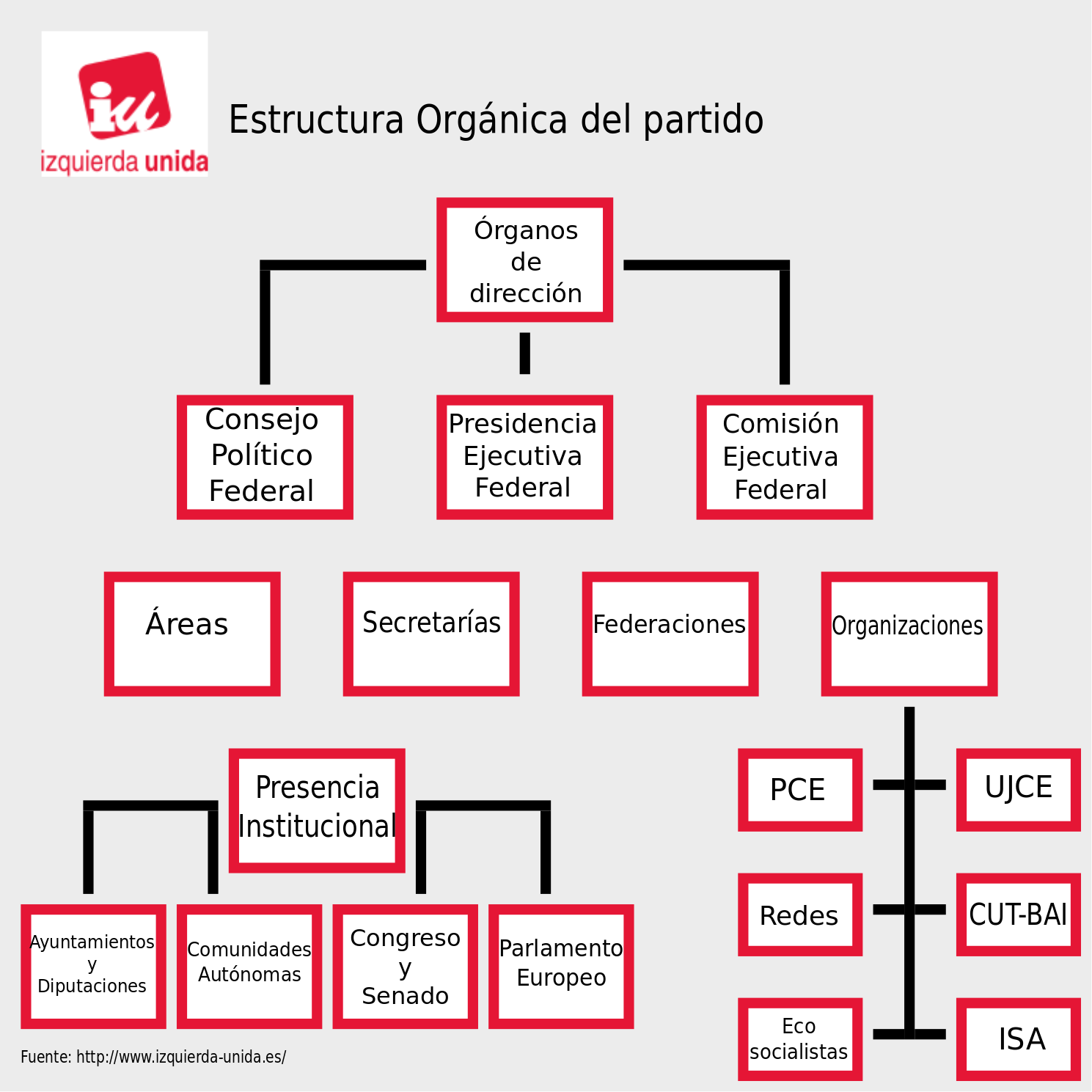
統一左翼の組織構造

構成員は3年ごとの連合大会（Asamblea Federal）で、地方組織の執行部を選出し、地方組織の執行部によって全国指導部が選出される：連合政治評議会（el Consejo Político Federal）と執行機関である連合執行代表部（la Presidencia Ejecutiva Federal）。そして日常業務のための連合常設委員会が任命される。その最高責任者がCoordinador Generalである。
統一左翼第4回連合大会以降、組織は一つの職責において権限が集中することを避けるために一般職務と政治職責を分け、現在もこの分担制が続けられている。

### 代表
統一左翼の代表責任者の名称はCoordinador Generalである。結成以降の歴代代表は以下のとおりである：
1. ヘラルド・イグレシアス（Gerardo Iglesias、1986-1989）
2. フリオ・アンギータ（Julio Anguita、1989-2000）
3. ガスパール・ジャマサーレス（Gaspar Llamazares、2000-2008）
4. カジョ・ララ（Cayo Lara、2008-2014）
5. アルベルト・ガルソン（2014-2024）
6. アントニオ・マイーヨ（スペイン語版）（2024-）

### 地方組織
個別の名称を持つ18の地方組織として構成される：
- アンダルシーア州：アンダルシーのための統一左翼緑の党（Izquierda Unida Los Verdes-Convocatoria por Andalucía）
- アラゴン州：アラゴン統一左翼（Izquierda Unida de Aragón）
- カナリアス諸島州：カナリア統一左翼（Izquierda Unida Canaria）
- カンタブリア州：カンタブリア統一左翼（Izquierda Unida de Cantabria）
- カスティーリャ＝ラ・マンチャ州：カスティーリャ＝ラ・マンチャ統一左翼＝緑の党（Izquierda Unida de Castilla-La Mancha-Los Verdes）
- カスティーリャ・イ・レオン州：カスティーリャ・イ・レオン統一左翼（Izquierda Unida de Castilla y León）
- セウタ：セウタ統一左翼（Izquierda Unida de Ceuta）
- マドリード州：マドリード統一左翼（Izquierda Unida Comunidad de Madrid）
- ナバーラ州：ナバーラ統一左翼（Izquierda Unida de Navarra-Nafarroako Ezker Batua）
- エストレマドゥーラ州：エストレマドゥーラ統一左翼（Izquierda Unida de Extremadura）
- ガリシア州：ガリシア統一左翼（Esquerda Unida）
- バレアレス諸島州：バラアース諸島統一左翼（Esquerra Unida de les Illes Balears）
- ラ・リオハ州：ラ・リオハ統一左翼（Izquierda Unida de La Rioja）
- メリージャ：メリージャ統一左翼（Izquierda Unida de Melilla）2008年6月以降メリージャ連合（Coalición por Melilla）と連合。
- バレンシア州：ヴァレンシア統一左翼（Esquerra Unida del País Valencià）
- バスク州：バスク統一左翼（Ezker Anitza）
- アストゥリアス州：アストゥリアス統一左翼（Izquierda Unida de Asturias – Izquierda Xunida）
- ムルシア州：ムルシア統一左翼＝緑の党（Izquierda Unida-Verdes de la Región de Murcia）

カタルーニャ州では関連のある組織であるカタルーニャ統一左翼・アルテルナティーバ（Esquerra Unida i Alternativa）と連合している。
カタルーニャ州においては1987年から1997年の間、関連組織はカタルーニャのためのイニシアティブであった、選挙においてはカタルーニャ統一左翼・アルテルナティーバとともに選挙活動をおこなっている。バスク州では1987年から2011年までの間関連組織はバスク統一左翼＝緑の党（Ezker Batua-Berdeak）。

### 統一左翼(IU)の構成党派

#### 2014年現在の構成党派
スペイン共産党（PCE）
スペイン共産主義青年同盟（UJCE：Unión de Juventudes Comunistas de España）
イスキエルダ・アビエルタ（IzAb）
共和主義左翼（IR）
統一左翼ネット（Redes IU）
労働者統一団体（CUT-BAI）
ムルシア・エコ社会主義者（Ecosocialistas de la Región de Murcia）
アンダルシーア社会主義左翼（ISA：Izquierda Socialista Andaluza）
エル・イエーロ島のためのイニシアティブ
出所：IUホームページ内の「Quiénes formamos IU（IUを形成する人々）」より（2014年7月1日閲覧）。

#### 過去に参加していた党派
進歩同盟
1984年に設立。1987年にIUを離脱、翌88年に解散。
カルロス主義党
1987年にIUを離脱した。カルリスタ系の王党派であり、かつ左翼で社会主義という折衷的なイデオロギーを有していた。カルロス・ウゴ・デ・ボルボン＝パルマも参照。
人道主義党
1984年に設立。1987年にIUを離脱した。
スペイン人民共産党（PCPE）
1984年に、統一スペイン共産党（PCEU、1980年にスペイン共産党のユーロコミュニズム路線に反対していたスターリン主義グループが結成）、スペイン共産党再建運動（MRPCE）、スペイン共産党再建統一運動、共産主義志願者（CC）など小グループが結集して結成された「共産党」が、1986年に党名を改称した。1989年にIUを離脱した。
社会主義行動党（PASOC）
社会労働党内の、「歴史派」（フランコ体制時代に国外に亡命していたグループ）が、国内派（学生グループや労働総同盟など国内で非・半公然活動を進めていたグループ）との争いに敗れ、1972年に歴史的社会労働党（PSOE－histórico）を結成した後、社会党（PS）を経て、1982年に結成された政党。反NATO市民綱領に参加したことをきっかけにIUに参加したが、2001年に離脱した。
革命的労働党（PRT）
トロツキスト政党、2004年にIUを離脱した。
出所：スペインの左翼（「日就寮70-75年　ある東北大日就在寮1970～1975年からの主張」サイト）より

## 選挙における党勢推移

### 下院選挙
| 統一左翼のスペイン下院での議席推移           |
|                                              |
| 1977年から1982年はスペイン共産党の獲得議席。 |

| ← 統一左翼の総選挙結果（下院獲得議席） | ← 統一左翼の総選挙結果（下院獲得議席） | ← 統一左翼の総選挙結果（下院獲得議席） | ← 統一左翼の総選挙結果（下院獲得議席） | ← 統一左翼の総選挙結果（下院獲得議席） | ← 統一左翼の総選挙結果（下院獲得議席） | ← 統一左翼の総選挙結果（下院獲得議席） | ← 統一左翼の総選挙結果（下院獲得議席）                              | ← 統一左翼の総選挙結果（下院獲得議席） |
| 年                                     | 実施年月日                             | 代表                                   | 筆頭候補者                             | 獲得票数                               | %                                      | 議席a                                  | 党派別議席内訳                                                      | 注                                     |
| -------------------------------------- | -------------------------------------- | -------------------------------------- | -------------------------------------- | -------------------------------------- | -------------------------------------- | -------------------------------------- | ------------------------------------------------------------------- | -------------------------------------- |
| 1986年                                 | 1986年6月22日                          | ヘラルド・イグレシアス                 | ヘラルド・イグレシアス                 | 935,504                                | 4.63%                                  | 7                                      | PCE（4）、PCPE（1）、FP（1）、PSUC（1）                             |                                        |
| 1989年                                 | 1989年10月28日                         | フリオ・アンギータ                     | フリオ・アンギータ                     | 1,858,588                              | 9.07%                                  | 17                                     | PCE（13）、PSUC（3）、 PASOC（1）                                   |                                        |
| 1993年                                 | 1993年6月22日                          | フリオ・アンギータ                     | フリオ・アンギータ                     | 2,253,722                              | 9.55%                                  | 18                                     | PCE（13）、PSUC（3）、 PASOC（1）、無所属（1）                      |                                        |
| 1996年                                 | 1996年3月3日                           | フリオ・アンギータ                     | フリオ・アンギータ                     | 2,639,774                              | 10.54%                                 | 21                                     | PCE（12）、Nueva Izquierda（4）、PSUC（2）、PASOC（1）、無所属（2） | [ 12 ]                                 |
| 2000年                                 | 2000年3月12日                          | フリオ・アンギータ                     | フランシスコ・フルートス               | 1,263,043                              | 5.45%                                  | 8                                      | PCE（7）、無所属（1）                                               |                                        |
| 2004年                                 | 2004年3月14日                          | ガスパール・ジャマサレス               | ガスパール・ジャマサレス               | 1,284,081                              | 4.96%                                  | 3（5）                                 | PCE（2）、無所属（1）                                               | [ 13 ]                                 |
| 2008年                                 | 2008年3月9日                           | ガスパール・ジャマサレス               | ガスパール・ジャマサレス               | 969,946                                | 3.77%                                  | 1（2）                                 | PCE（1）                                                            | [ 15 ]                                 |
| 2011年                                 | 2011年11月20日                         | カジョ・ララ                           | カジョ・ララ                           | 1,680,810                              | 6.92%                                  | 8（11）b                               | PCE（5）、UJCE（1）、1 de IAb（1）、PCC（1、EUiAを通じて）          | [ 16 ]                                 |

注a：（）内は選挙連合での議席。
注b：議席の内訳はIUが8議席（PCEが5議席、IAB（es）が1議席、UJCE（es）が1議席、EUiA（es）（PCC（es））が1議席）、ICV（es）が2議席、CHA（es）が1議席。
出所：listado de Elecciones Congreso de los Diputados（2011年4月15日閲覧）

### 欧州議会議員選挙
| 選挙       | 年月日        | 得票数    | 得票率 | 議席数 |
| ---------- | ------------- | --------- | ------ | ------ |
| 1987年選挙 | 1987年6月10日 | 1,011,830 | 5.25%  | 3      |
| 1989年選挙 | 1989年6月18日 | 961,742   | 6.06%  | 4      |
| 1994年選挙 | 1994年6月12日 | 2,497,671 | 13.44% | 9      |
| 1999年選挙 | 1999年6月13日 | 1,221,566 | 5.77%  | 5      |
| 2004年選挙 | 2004年6月13日 | 643,136   | 4.15%  | 2      |
| 2009年選挙 | 2009年6月7日  | 588,248   | 3.71%  | 2      |
| 2014年選挙 | 2014年5月25日 | 1,562,567 | 9.99%  | 6      |

出所：Resultados Electorales Parlamento Europeo。1999年選挙は左翼連合（EUiA）との統一リスト。2004年選挙はカタルーニャ緑のイニシアティブ（ICV）との統一リスト。2009年選挙はICVとEUiAとの統一リスト。2014年選挙は、ICVやアノーバ＝イルマンダーデ・ナショナリスタ（Anova）など左翼諸党派による統一リスト（La Izquierda Plural）。